# ناحیه ورمیلیون، شهرستان اپنوس، آیووا
ناحیه ورمیلیون، شهرستان اپنوس، آیووا (به انگلیسی: Vermillion Township, Appanoose County, Iowa) یک سکونتگاه مسکونی در ایالات متحده آمریکا است که در شهرستان اپنوس، آیووا واقع شده‌است.

## خصوصیات
ناحیه ورمیلیون ۵۷٫۱ کیلومترمربع مساحت و ۸۰۸ نفر جمعیت دارد و ۳۰۰ متر بالاتر از سطح دریا واقع شده‌است.